# Orthotrichum bartramii
Orthotrichum bartramii är en bladmossart som beskrevs av Robert Statham Williams 1925. Orthotrichum bartramii ingår i släktet hättemossor, och familjen Orthotrichaceae. Inga underarter finns listade i Catalogue of Life.